# كأس رابطة الأندية الإنجليزية المحترفة 1961–62
كأس رابطة الأندية الإنجليزية المحترفة 1961–62 (بالإنجليزية: 1961–62 Football League Cup)‏ هو الموسم 2 من كأس رابطة الأندية الإنجليزية المحترفة. أقيم خلال الفترة 11 سبتمبر 1961 وحتى 1 مايو 1962، وأشرف على تنظيمه دوري كرة القدم الإنجليزي، وكان عدد الأندية المشاركة فيه 88، وفاز فيه نورويتش سيتي.